# Bhavania
Genre
Bhavania est un genre de poissons téléostéens de la famille des Balitoridae et de l'ordre des Cypriniformes.

## Liste des espèces
Selon FishBase (10 juillet 2015):
- Bhavania arunachalensis Nath, Dam, Bhutia, Dey & Das, 2007 (cette espèce est espèce inquirenda et incertae sedis au sein de Balitoridae[2])
- Bhavania australis (Jerdon, 1849)